# معركة أيام الغضب
معركة أيام الغضب أو عملية أيام التوبة أو أيام الغفران (بالعبرية: מבצע ימי תשובה‏) هي عملية عسكرية بريّة مدعومة جوًا شنتها قوات الجيش الاسرائيلي شمالي قطاع غزة في الفترة ما بين 29 سبتمبر وحتى 16 أكتوبر 2004م، جاءت تسمية (أيام الغضب) من قبل المقاومة الفلسطينية كنوع من الرد على اسم العملية الإسرائيلية، ركّزت العملية على مناطق بيت حانون، بيت لاهيا وجباليا شمالي قطاع غزة واستهدفت بحسب القوات الإسرائيلية وقف خطر صواريخ القسام التي تستهدف مدينة سديروت والمستوطنات الإسرائيلية في قطاع غزة.
لم يكن اسم العملية اسماً عابراً فحمل نوعاً من الحرب النفسية لإرهاب المقاومة والفلسطينيين الذين التفوا حولها كما يوضح المحلل السياسي مصطفى الصواف قائلاً:«عادة ما يطلق العدو الصهيوني مسميات على إجرامه وعملياته العسكرية ضد قطاع غزة وهو يستخدم العنصر النفسي لإرهاب الفلسطينيين».
تقدمت أكثر من مائة دبابة ميركافا تحت غطاء من طائرات الاباتشي والاستطلاع، من جهة الإدارة المدنية وجبل الريس شرقاً، وتلة قليبو شمالاً وكذلك المناطق الغربية لبيت حانون والشرقية لمدينة بيت لاهيا، استمرت المواجهة سبعة عشر يوماً.
كان أحد الجرحى أسامة أبو عسكر مواطن قصفته طائرات الاباتشي بصاروخ بتر اطرافه السفلى. وبين أبو عسكر أنه كان يتواجد مع مجموعة من المواطنين بالقرب من مقبرة بيت لاهيا لحظة تحليق مفاجئ لطائرات الاباتشي، وحاول البحث عن مكان آمن فكان صاروخ الأباتشي قد استهدفته، عمليات قتل رصدها مدير دائرة البحث الميداني في المركز الفلسطيني لحقوق الإنسان سمير زقوت، وأكد زقوت ان القوات افرطت باستخدام القوة المميتة بحق المدنيين مما اوقع مئات القتلى والجرحى في صفوفهم، لافتاً أن مراكز ومؤسسات حقوق الإنسان وثقت جرائم الاحتلال لمطاردته في المحافل والمحاكم الدولية. قال الناطق باسم حركة حماس شمال القطاع آنذاك عبد اللطيف القانوع:«مرغت المقاومة الفلسطينية انف جنود الاحتلال بتراب مخيم جباليا بعد أن استطاعت صد العملية العسكرية وافشالها».
انطلقت عملية «أيام الندم» في بداية شهر أكتوبر 2004 عندما توغلت قوة عسكرية إسرائيلية قدرت بأكثر من مئة دبابة ميركافا وبدعم جوي من مروحيات إلى شمال قطاع غزة، لوقف خطر صواريخ القسام التي استباحت بلدة سديروت الإسرائيلية.

## ردود الفعل
صدر تصريح أميركي على لسان المتحدث باسم البيت الأبيض سكوت ماكليلان مفاده: «أن لإسرائيل الحق في الدفاع عن نفسها»، كما دعا نائب المتحدث باسم الخارجية الأميركية آدم إريلي الحكومة الإسرائيلية «لاستخدام القوة المناسبة فقط لمواجهة التهديد الفلسطيني».